# Roger z Salerno

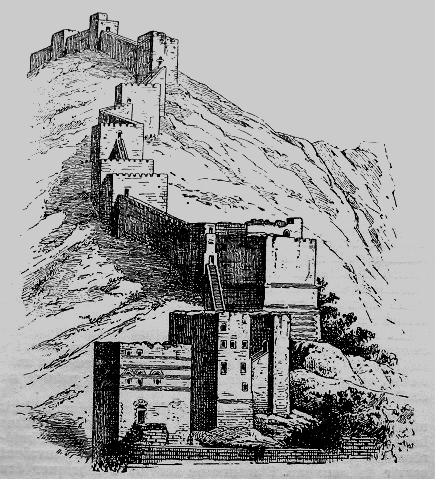
Umocnienia Antiochii w okresie krucjat

Roger z Salerno, fr. Roger de Hauteville, Roger de Salerne (zm. 28 czerwca 1119) – regent Księstwa Antiochii 1112–1119.
Był synem Ryszarda de Hauteville (syna Drogo de Hauteville’a) i siostry Tankreda de Hauteville, po śmierci którego rządził Antiochią w imieniu nieletniego Boemunda II. Podobnie jak Tankred, Roger prowadził ciągłe walki z muzułmanami z Aleppo, dążąc do zajęcia miasta. W 1114 trzęsienie ziemi zniszczyło szereg umocnień Antiochii, więc Roger zabrał się za ich odbudowę, szczególny nacisk kładąc na te przygraniczne. W roku 1115, w obliczu najazdu armii Wielkich Seldżuków, zawarł sojusz z muzułmańskimi atabegami Lulu z Aleppo i Tughtakinem z Damaszku. Sojusznicza armia szybko jednak rozpadła się i ostatecznie 14 września 1115 roku pod Danis Roger zaatakował Seldżuków dysponując jedynie siłami Antiochii i niewielkimi posiłkami z Edessy. Wykorzystując czynnik zaskoczenia wybił wtedy nieprzyjacielską armię niemal do nogi. Była to ostatnia próba odzyskania władzy nad Syrią przez Wielkich Seldżuków.
Wydawało się, że po tym zwycięstwie Rogerowi uda się wreszcie zdobyć Aleppo, jednak w 1118 roku mieszkańcy miasta wezwali na pomoc Ilghaziego z dynastii Artukidów, jednego z najpotężniejszych władców w regionie, który przejął władzę nad miastem. Ilghazi najechał księstwo w 1119 roku, Roger zaś nie zaczekał na posiłki z Jerozolimy i Trypolisu, i wyruszył przeciwko niemu jedynie z silami Antiochii. W dniu 28 czerwca zorientował się, że jego armia została otoczona, i podjął nieudaną próbę wyrwania się z kotła, podczas której zginął wraz z niemal wszystkimi żołnierzami. Miejsce bitwy zostało później nazwane „krwawym polem” (łac. Ager Sanguinis) i właśnie jako bitwa na Krwawym Polu starcie przeszło do historii. W wyniku tej klęski Antiochia straciła kwiat swojego normańskiego rycerstwa i pozycja księstwa wśród państw krzyżowców znacznie spadła, a Aleppo ze strony broniącej się przed Antiochią przekształciło się w agresywną siłę zagrażającą jej istnieniu.